# Joinvillea bryanii
Joinvillea bryanii là một loài thực vật có hoa trong họ Joinvilleaceae. Loài này được Christoph. mô tả khoa học đầu tiên năm 1935.